# Gonomyia (Leiponeura) yemenensis
Gonomyia (Leiponeura) yemenensis is een tweevleugelige uit de familie steltmuggen (Limoniidae). De soort komt voor in het Afrotropisch gebied.